# تأثير أليس

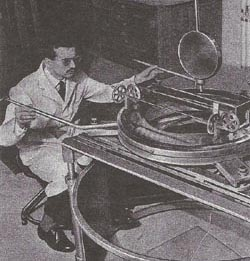
تأثير أليس

تأثيرأليس هو السلوك الشاذ المزعوم للبندولات أو المقاييس التي تتم ملاحظتها أحيانًا خلال الكسوف الشمسي. تم الإبلاغ عن التأثير أولاً كإجراء مسبق غير عادي لطائرة تذبذب بندول فوكو أثناء الكسوف الشمسي في 30 يونيو 1954 من قبل موريس أليس، والفرنسي الموسوعي الذي ذهب للفوز بجائزة نوبل في الاقتصاد. أبلغ أليس عن ملاحظة أخرى للتأثير خلال الكسوف الشمسي في 2 أكتوبر 1959 باستخدام البندول الباروني الذي اخترعه.  وقد منحته هذه الدراسة جائزة غلابرت لعام 1959 من الجمعية الفرنسية للملاحة الفضائية وجعلته حائزًا على جائزة مؤسسة أبحاث الجاذبية الأمريكية عن مذكراته لعام 1959 حول الجاذبية. لا تزال صدقية تأثير أليس مثيرة للجدل بين الأوساط العلمية، حيث إن اختباراته قد قوبلت في كثير من الأحيان بنتائج غير متسقة أو غامضة على مدى أكثر من خمسة عقود من الملاحظة.

## الملاحظات التجريبية
أكد موريس أليس على «الطابع الديناميكي» للآثار التي لاحظها:
| " | يتم ملاحظة التأثيرات المرصودة فقط عندما يتحرك البندول. لا ترتبط مع شدة الوزن (الجاذبية)، ولكن مع اختلاف الوزن (أو الجمود) في الفضاء الذي اجتاحه البندول . في الواقع، في حين أن حركة مستوى تأرجح البندول لا يمكن تفسيرها من خلال نظرية الجاذبية، فإن الانحرافات من الرأسية موضحة تمامًا بهذه النظرية. تتوافق الانحرافات من العمودي [...] مع ظاهرة ثابتة ، بينما تتوافق تجاربي مع ظاهرة ديناميكية . | " |

وإلى جانب "التجارب الخاصة، والبحوث المتعلقة بشأن التأثير المحتمل ل أليس القمر الصورة التدريع، وامتصاص أو الانحناء من الشمس الصورة مجال الجاذبية أثناء كسوف الشمس قد أجريت من قبل العلماء في جميع أنحاء العالم. وقد أسفرت بعض الملاحظات نتائج إيجابية، على ما يبدو مؤكدا أن دقيقة ولكن الاختلافات التي يمكن اكتشافها في السلوك المتوقع من الأجهزة التي تعتمد على الجاذبية لا تحدث في الواقع داخل الظل من الكسوف، ولكن البعض الآخر فشل في الكشف عن أي تأثير ملحوظ.

### النتائج الشاذة
الفيزيائي الروماني جورجي جيفردان وآخرون. لاحظ تأثير أليس وما يسمى بتأثير Jeverdan-Rusu-Antonescu أو تأثير جيفردان (أي التغير في فترة تذبذب البندول أثناء الكسوف) أثناء مراقبة بندول فوكو أثناء الكسوف الشمسي في 15 فبراير 1961 . قام المؤلفون بفرضيتين بخصوص ملاحظتهما: أثناء الكسوف، يمارس القمر تأثيرًا على غربلة الجاذبية للشمس بحيث يزداد جذب الأرض بشكل غير مباشر، وهي ظاهرة يمكن دراستها أيضًا مع المد والجزر. إذا كانت فرضية تأثير الفرز خاطئة، فيمكن أن يكون التفسير الآخر هو اختلاف الشكل جاذبية الأرض يمكن اعتبارها نتيجة لل حيود من موجات الجاذبية. اروين ساكسي وميلدريد ألين ذكرت بالمثل التغيرات الشاذة قوية في الفترة من البندول التواء أثناء كسوف للشمس في 7 مارس 1970 وخلص إلى أن «نظرية الجاذبية تحتاج إلى تعديل».
قام الدكتور ليونيد سافروف من معهد ستيرنبرغ الفلكي ببناء بندول مخصص لاختبار تأثير أليز خلال الكسوف الشمسي في 11 يوليو 1991 في المكسيك والكسوف في 3 نوفمبر 1994 في البرازيل. على الرغم من أنه لم يستطع ملاحظة ادعاء أليس بأن هناك فترة نهارية في حركة البندول الباروني، إلا أنه كتب: "إن النتيجة الأكثر إثارة للاهتمام في تجارب المكسيك والبرازيل هي زيادة السرعة الدورانية لتذبذب البندول. الطائرة في اتجاه تأثير فوكو أثناء الكسوف، ويبدو أن لدينا نوع من التأثير الخاص. " 
تجارب أخرى مختلفة باستخدام الساعات الذرية جرافيميترز بدلا من البندول سجلت أيضا آثار الجاذبية الشاذة الهامة التي يمكن أن لا يكون ناجما عن تأثير المد والجزر أو الانجراف من جرافيميترز، ولا من الضوضاء عالية التردد التي لديها أنماط خاصة. وضعت هذه التجارب من قبل فرق مختلفة خلال كسوف الشمس في الصين في عام 1992،  الهند في عام 1995،  والصين في عام 1997
يستنتج الفيزيائي الهولندي كريس دويف، الذي يبحث في مجال الشذوذ الجاذبي بشكل عام، أن السؤال لا يزال مفتوحًا لأن ملاحظات أليس لا تفي بالتفسيرات التقليدية، وأن مثل هذه التحقيقات يجب متابعتها، نظرًا لطبيعتها غير المكلفة نسبيًا والآثار الهائلة إذا تم التأكيد في الواقع على حالات شاذة حقيقية، ولكن المقال نشر ذاتيًا ولم يخضع لأي مراجعة من قِبل النظراء.
تم تقديم النتائج التي تؤكد مراقبة آثار Allais و Jeverdan-Rusu-Antonescu خلال الكسوف الحلقي الشمسي في 22 سبتمبر 2006 من قبل فريق روماني، مع تقدير كمي لسلوك البندول الباروني خلال الكسوف الشمسي في 1 أغسطس 2008، عمل فريق أوكراني وفريقان رومانيان معًا على بعد مئات الكيلومترات مع أجهزة مختلفة: خمسة أرصدة مستقلة مصغرة لالتواء التواء للفريق الأوكراني، وبندوليتان مستقلتان صغيرتان تحملان الكرة لروماني فريق وبندول طويل فوكو للفريق الثالث. اكتشفت جميع الفرق الثلاثة اضطرابات غير مبررة ومترابطة فيما بينها. كررت نفس الفرق تجربة مزدوجة خلال الكسوف الحلقي الشمسي في 26 يناير 2009، وهذه المرة خارج الأومبرا، مع نفس الارتباط الهام بين سلوك توازن التواء الضوء وبندول فوكو. كما سجلوا حالات شاذة مماثلة باستخدام بندول فوكو وتوازن الالتواء الخفيف للغاية، وكلاهما يقع تحت الأرض في منجم ملح مهجور مع الحد الأدنى من التدخل، خلال الكسوف الشمسي الجزئي في 1 يونيو 2011 .

### نتائج غير حاسمة أو سلبية
فشل لويس ب. سليتر، باستخدام مقياس الجاذبية خلال الكسوف الشمسي في 15 فبراير 1961 في فلورنس، إيطاليا، في الكشف عن إشارة الجاذبية المرتبطة بها.
خلال الكسوف الشمسي في 22 يوليو 1990، لم يتم اكتشاف أي زيادة شاذة في البندول التواء بشكل مستقل من قبل فريق في فنلندا وفريق آخر في بيلومورسك، الاتحاد السوفياتي.
كان الكسوف الكلي للشمس في 11 أغسطس 1999 فرصة جيدة لحل اللغز الذي دام 45 عامًا، وذلك بفضل التعاون الدولي. NASA الصورة مركز مارشال لرحلات الفضاء استفسر لأول مرة عن البروتوكولات التجريبية لموريس آلياس، [5] من أجل تنسيق قبل الحدث جهد عالمي لاختبار تأثير Allais بين المراصد والجامعات أكثر من سبع دول (الولايات المتحدة، النمسا، ألمانيا، إيطاليا، أستراليا، إنجلترا وأربعة مواقع في الإمارات العربية المتحدة). ثم صرح المشرف الرئيسي: «يشير التفسير الأولي للسجل إلى ثلاثة احتمالات: خطأ منتظم أو تأثير محلي أو غير مستكشِف. ولإزالة الاحتمالين الأولين، سنستخدم نحن والعديد من المراقبين الآخرين أنواعًا مختلفة من أدوات القياس في شبكة عالمية موزعة من محطات المراقبة.»  ومع ذلك، بعد الكسوف، انتقد علا التجارب في تقريره النهائي لناسا، وكتب أن فترة الملاحظة كانت «قصيرة للغاية [...] لاكتشاف الحالات الشاذة بشكل صحيح». [5] علاوة على ذلك، غادر المشرف الرئيسي ناسا بعد ذلك بوقت قصير مع البيانات التي تم جمعها ولم يتم نشر دراسة ناسا.
يبدو أن الملاحظات الإضافية التي أجراها الفريق بقيادة شين شي يانغ قد أسفرت عن أدلة أضعف بكثير من الحالات الشاذة من الدراسة الأولى عام 1997. طرح الباحثون أولاً شرحًا تقليديًا أكثر استنادًا إلى التغيرات في درجات الحرارة التي تسبب إمالة الأرض، لكنهم أشاروا لاحقًا إلى أن هذا التفسير غير مرجح. أخيرًا اقترح توم فان فلاندرن شرحًا محتملًا لكنه مثير للجدلالتي تخمن أن الشذوذ يرجع إلى تأثير الجاذبية لزيادة بقعة كثافة الهواء في الغلاف الجوي العلوي الناجم عن رياح التبريد خلال الكسوف الشمسي. وخلصوا إلى أنه «لم تكن هناك اكتشافات لا لبس فيها [لتأثير أليز] خلال الثلاثين عامًا الماضية عندما كان الوعي بأهمية الضوابط [التجريبية] أكثر انتشارًا.» يشيرون إلى أن «شذوذ الجاذبية الذي تمت مناقشته هنا هو حول عامل 100000 صغير جدًا لتفسير تباين بندول أليز الزائد [...] أثناء الكسوف» ومن هذا نستنتج أن شذوذ أليز الأصلي كان بسبب ضعف الضوابط.
تم نشر ثمانية مقاييس وثقل البندول عبر ستة مواقع مراقبة في الصين للكسوف الشمسي في 22 يوليو 2009 . على الرغم من أن أحد العلماء المعنيين الموصوفين في مقابلة لاحظوا تأثير Allais ، لم تنشر أي نتيجة في أي مجلة أكاديمية. تم استخدام بندول فوكو الآلي أيضًا خلال الكسوف الشمسي في 11 يوليو 2010 في الأرجنتين، مع عدم وجود دليل على حدوث تغيير مسبق في مستوى ذبذبة البندول (<0.3 درجة في الساعة).